# Sydney Nicholson
Sydney Hugo Nicholson (Londres, 9 de febrero de 1875 - Ashford (Kent), 30 de mayo de 1947) fue un director de coro, organista y compositor inglés, principalmente recordado por ser el fundador de la Royal School of Church Music (RSCM) y ser el compilador de The Parish Psalter. Fue miembro de la Real Orden Victoriana.

## Biografía
Nacido como segundo hijo de Charles Nicholson, fue educado en la Rugby School, New College de Oxford y Royal College of Music. En esta última institución, estudió órgano. Luego ejerció de organista en la Barnet Parish Church (1897-1903), Catedral de Carlisle (1904), Lower Chapel, Eton College (1904-1908), Catedral de Manchester (1908-1919) y Abadía de Westminster (1919-1928) ). Además de mantener sus puestos de organista, editó el suplemento de Hymns Ancient and Modern (Himnos antiguos y modernos) que se publicó en 1916. Sin embargo, no vivió para ver la edición revisada de 1950.
Algo trascendental tendría que ocurrir para persuadirle que no tocara el órgano en la prestigiosa Abadía de Westminster, pero ese fue el caso de Nicholson, que estaba tan preocupado por el triste estado de la música coral en las iglesias parroquiales de todo el país que en 1927 fundó la Escuela de Música de la Iglesia Inglesa, con la esperanza de poder contribuir a resolver el problema. Los miembros de la Escuela se reunieron inicialmente en St Sepulchre-without-Newgate.
Una de las composiciones más exitosas de Nicholson para coros parroquiales fue su Communion Service in G, que fue muy interpretada, especialmente en las iglesias anglo-católicas, hasta tiempos recientes. Fue director del St Nicholas College, Chislehurst (1928-1939).
Además de haber editado Hymns Ancient and Modern, que sigue siendo el libro de himnos estándar en muchas iglesias anglicanas hoy en día, Nicholson escribió varias músicas de himnos. De estos, el más famoso es Crucifer por el popular himno procesional Lift High the Cross (Levanta la Cruz). En 1928 recibió el Lambeth DMus, y una década más tarde fue nombrado caballero por sus servicios a la música eclesiástica. Murió a la edad de 72 años y fue enterrado en la Abadía de Westminster.